# Digital Hardcore Recordings
Digital Hardcore Recordings (DHR) is een platenlabel dat in 1994 werd opgericht door Alec Empire, Joel Amaretto en Pete Lawton.  De meeste muziek wordt in Berlijn opgenomen, maar het label bevindt zich Londen, waar de opnames worden gemasterd en geproduceerd. De fondsen voor de oprichting kwamen van de betalingen die Atari Teenage Riot ontving van Phonogram Records.

## Artiesten
- 16-17
- Alec Empire
- Atari Teenage Riot
- Bass Terror Crew
- Bomb 20
- Carl Crack
- Christoph De Babalon
- Cobra Killer
- DJ 6666
- DJ Bleed
- DJ Moonraker
- DJ Mowgly
- EC8OR
- Fever
- Fidel Villeneuve
- GSG 909
- Hanin Elias
- Heartworm
- Lolita Storm
- Motormark
- Nic Endo
- Panic DHH
- Patric Catani
- Shizuo
- Sonic Subjunkies
- The Heat
- Tuareg Geeks